# Morti nel 1990/Ottobre
| Questa pagina contiene informazioni ricavate automaticamente dalle voci biografiche con l'ausilio del template Bio e di un bot. L'aggiornamento è periodico e automatico e ricostruisce completamente la pagina. Se manca una persona in questa lista, sei pregato di non aggiungerla, ma accertati piuttosto che la sua voce biografica contenga il template Bio e che i dati anagrafici siano correttamente compilati. Se il template Bio manca, inseriscilo tu stesso o, in alternativa, metti l'avviso {{tmp\|Bio}} che ne segnala la mancanza. Se i dati riportati sono sbagliati, correggi direttamente la voce biografica; le modifiche saranno visibili in questa lista entro pochi giorni. Per chiarimenti vedi il progetto biografie. La lista contiene solo le 114 persone che sono citate nell'enciclopedia e per le quali è stato implementato correttamente il template Bio. Pagina aggiornata al 3 mar 2024. |

- 1º ottobre - John Stewart Bell, fisico britannico (n. 1928)
- 1º ottobre - Curtis LeMay, generale statunitense (n. 1906)
- 1º ottobre - Karl Zolper, calciatore tedesco (n. 1901)
- 2 ottobre - Ugo Ceresa, calciatore italiano (n. 1915)
- 2 ottobre - Attilio D'Orazi, baritono italiano (n. 1929)
- 2 ottobre - Xosé María Díaz Castro, poeta e traduttore spagnolo (n. 1914)
- 2 ottobre - Loni Nest, attrice tedesca (n. 1915)
- 3 ottobre - Charlotte Boyle, nuotatrice statunitense (n. 1899)
- 3 ottobre - Stefano Casiraghi, imprenditore e pilota motonautico italiano (n. 1960)
- 3 ottobre - Emilio Renzi, tenore italiano (n. 1908)
- 3 ottobre - Res Jost, fisico svizzero (n. 1918)
- 3 ottobre - Eleanor Steber, soprano statunitense (n. 1914)
- 4 ottobre - Jill Bennett, attrice britannica (n. 1931)
- 4 ottobre - Alberto Caracciolo, filosofo e traduttore italiano (n. 1918)
- 4 ottobre - Luciano Catenacci, attore italiano (n. 1933)
- 4 ottobre - Félix Dafauce, attore spagnolo (n. 1896)
- 4 ottobre - Waldemar Philippi, calciatore tedesco (n. 1929)
- 4 ottobre - Peter Thomas Taylor, allenatore di calcio e calciatore inglese (n. 1928)
- 5 ottobre - John Murray Mitchell, climatologo statunitense (n. 1928)
- 5 ottobre - Ernesto Parga, pallanuotista argentino (n. 1935)
- 5 ottobre - Pietro Parigi, incisore italiano (n. 1892)
- 5 ottobre - Đorđe Vujadinović, calciatore e allenatore di calcio jugoslavo (n. 1909)
- 5 ottobre - Jan Hendrik Waszink, latinista olandese (n. 1908)
- 6 ottobre - Don Franco, cantante e compositore italiano (n. 1945)
- 6 ottobre - James E. Newcom, montatore statunitense (n. 1905)
- 6 ottobre - Bahriye Üçok, teologa, politica e attivista turca (n. 1919)
- 7 ottobre - Chiara Badano, beata italiana (n. 1971)
- 7 ottobre - Camillo Bellarmino Bagatti, francescano, presbitero e archeologo italiano (n. 1905)
- 7 ottobre - Darrell Brown, cestista statunitense (n. 1923)
- 7 ottobre - Giuseppe Molinari, politico italiano (n. 1912)
- 7 ottobre - Cat Thompson, cestista e allenatore di pallacanestro statunitense (n. 1906)
- 7 ottobre - Rashid bin Sa'id Al Maktum, politico emiratino (n. 1912)
- 8 ottobre - Juan José Arévalo, politico guatemalteco (n. 1904)
- 8 ottobre - Ugo Buzzolan, giornalista italiano (n. 1924)
- 9 ottobre - Boris P'aich'adze, calciatore e allenatore di calcio sovietico (n. 1915)
- 9 ottobre - Costantino Simoncini, politico italiano (n. 1918)
- 9 ottobre - Lars Thörn, velista svedese (n. 1904)
- 9 ottobre - Georges De Rham, matematico e alpinista svizzero (n. 1903)
- 10 ottobre - Emil Joseph Diemer, scacchista e giornalista tedesco (n. 1908)
- 10 ottobre - Edward Szostak, cestista polacco (n. 1911)
- 10 ottobre - Carlos Thompson, attore e scrittore argentino (n. 1923)
- 11 ottobre - Anatole Broyard, scrittore, critico letterario e editore statunitense (n. 1920)
- 11 ottobre - Mario Cuomo, mafioso italiano (n. 1960)
- 11 ottobre - Luigi Gallanti, calciatore italiano (n. 1917)
- 11 ottobre - Adri van Male, calciatore olandese (n. 1910)
- 11 ottobre - Ken Spain, cestista statunitense (n. 1946)
- 11 ottobre - Robert Tessier, attore statunitense (n. 1934)
- 12 ottobre - Makoto Masuzawa, architetto giapponese (n. 1952)
- 12 ottobre - Frederick Rossini, fisico e chimico statunitense (n. 1899)
- 12 ottobre - Peter Wessel Zapffe, scrittore e filosofo norvegese (n. 1899)
- 13 ottobre - Douglas Edwards, conduttore televisivo e conduttore radiofonico statunitense (n. 1917)
- 13 ottobre - Hans Freudenthal, matematico tedesco (n. 1905)
- 13 ottobre - Lê Đức Thọ, rivoluzionario, militare e politico vietnamita (n. 1911)
- 13 ottobre - Hans Namuth, fotografo statunitense (n. 1915)
- 14 ottobre - Cesare Benedetti, calciatore italiano (n. 1920)
- 14 ottobre - Leonard Bernstein, direttore d'orchestra, compositore e pianista statunitense (n. 1918)
- 14 ottobre - Leon Brown, cestista statunitense (n. 1919)
- 14 ottobre - Carlo Guido Mor, storico italiano (n. 1903)
- 14 ottobre - Irina Odoevceva, poetessa e romanziera russa (n. 1895)
- 15 ottobre - Tibor Berczelly, schermidore ungherese (n. 1912)
- 15 ottobre - David McCalden, politico britannico (n. 1951)
- 15 ottobre - Delphine Seyrig, attrice, regista e attivista francese (n. 1932)
- 16 ottobre - Art Blakey, batterista statunitense (n. 1919)
- 16 ottobre - Jorge Bolet, pianista e direttore d'orchestra cubano (n. 1914)
- 16 ottobre - Ulderico Sacchella, allenatore di calcio e calciatore italiano (n. 1939)
- 16 ottobre - Giovanni Varglien, calciatore e allenatore di calcio italiano (n. 1911)
- 19 ottobre - René Highway, attore, ballerino e coreografo canadese (n. 1954)
- 19 ottobre - Augusto Tiezzi, direttore della fotografia italiano (n. 1910)
- 20 ottobre - Colette Audry, drammaturga, scrittrice e sceneggiatrice francese (n. 1906)
- 20 ottobre - Bridget Bate Tichenor, pittrice messicana (n. 1917)
- 20 ottobre - Gianfranco Brunetti, avvocato e dirigente sportivo italiano (n. 1907)
- 20 ottobre - Joel McCrea, attore statunitense (n. 1905)
- 21 ottobre - Lester Cowan, produttore cinematografico statunitense (n. 1906)
- 21 ottobre - Jo-Ann Kelly, cantante e chitarrista inglese (n. 1944)
- 21 ottobre - Prabhat Ranjan Sarkar, filosofo indiano (n. 1921)
- 22 ottobre - Louis Althusser, filosofo francese (n. 1918)
- 22 ottobre - Nikolaj Rybnikov, attore sovietico (n. 1930)
- 22 ottobre - Frank Sinkwich, giocatore di football americano statunitense (n. 1920)
- 23 ottobre - Alberto Delfrati, allenatore di calcio e calciatore italiano (n. 1924)
- 23 ottobre - Berthold Lubetkin, architetto georgiano (n. 1901)
- 23 ottobre - Dave Murray, sciatore alpino canadese (n. 1953)
- 23 ottobre - Thomas Williams, scrittore statunitense (n. 1926)
- 25 ottobre - Carlo Alfano, pittore e scultore italiano (n. 1932)
- 25 ottobre - Leif Børresen, calciatore norvegese (n. 1909)
- 25 ottobre - Costa Pereira, calciatore portoghese (n. 1929)
- 25 ottobre - Major Holley, contrabbassista statunitense (n. 1924)
- 26 ottobre - Lawrence Andreasen, tuffatore statunitense (n. 1945)
- 26 ottobre - Robert Antelme, poeta, scrittore e partigiano francese (n. 1917)
- 26 ottobre - Carolin van Bergen, attrice e doppiatrice tedesca (n. 1964)
- 26 ottobre - Ödön Lendvay, cestista ungherese (n. 1943)
- 26 ottobre - William S. Paley, imprenditore statunitense (n. 1901)
- 27 ottobre - Xavier Cugat, musicista e direttore d'orchestra spagnolo (n. 1900)
- 27 ottobre - Jacques Demy, regista cinematografico e sceneggiatore francese (n. 1931)
- 27 ottobre - Gino Pelizzola, artista e grafico italiano (n. 1906)
- 27 ottobre - Ugo Tognazzi, attore, regista cinematografico e scrittore italiano (n. 1922)
- 27 ottobre - Béla Volentik, calciatore e allenatore di calcio ungherese (n. 1907)
- 27 ottobre - Sophie von Hohenberg, nobile austriaca (n. 1901)
- 28 ottobre - Rosaria Ciampella Bertolucci, giornalista, saggista e poetessa italiana (n. 1927)
- 28 ottobre - Aleksandra Čudina, multiplista, giavellottista e lunghista sovietica (n. 1923)
- 28 ottobre - Erich Göstl, militare austriaco (n. 1925)
- 28 ottobre - Geminio Ognio, pallanuotista e nuotatore italiano (n. 1917)
- 28 ottobre - Mario Schierano, arcivescovo cattolico italiano (n. 1915)
- 28 ottobre - Robert Jan Verbelen, militare belga (n. 1911)
- 29 ottobre - Volker von Collande, attore, regista e sceneggiatore tedesco (n. 1913)
- 29 ottobre - Renato Dell'Andro, giurista e politico italiano (n. 1922)
- 29 ottobre - William French Smith, politico statunitense (n. 1917)
- 30 ottobre - Willy Jürissen, calciatore tedesco (n. 1912)
- 30 ottobre - Harry Lauter, attore statunitense (n. 1914)
- 30 ottobre - Craig Russell, attore e cantante canadese (n. 1948)
- 30 ottobre - Alfred Sauvy, economista e sociologo francese (n. 1898)
- 30 ottobre - Rajaram Vankudre Shantaram, regista e sceneggiatore indiano (n. 1901)
- 31 ottobre - Harold Caccia, barone Caccia, diplomatico inglese (n. 1905)
- 31 ottobre - Aya Kōda, scrittrice giapponese (n. 1904)
- 31 ottobre - Carmine Saponetti, ciclista su strada e pistard italiano (n. 1913)